# Premužič
Premužič je priimek več znanih Slovencev:
- Boris Premužič (*1968), kolesar
- Tadej Premužič, pevec